# Опјо (Пистоја)
Опјо је насеље у Италији у округу Пистоја, региону Тоскана.
Према процени из 2011. у насељу је живело 36 становника. Насеље се налази на надморској висини од 819 м.